# Beate Scheffknecht
Beate Scheffknecht (født 27. februar 1990 i Innsbruck, Østrig) er en østrigsk håndboldspiller som spiller for Thüringer HC i Tyskland og det Østrigske håndboldlandshold. Hun har tidligere optrådt for bl.a Frisch Auf Göppingen og SG BBM Bietigheim.